# Мангистауски район
Мангистауски район (на казахски: Маңғыстау ауданы) е съставна част на Мангистауска област, Казахстан. Административен център е село Шетпе. Обща площ 43 410 км2 и население 39 704 души (по приблизителна оценка към 1 януари 2020 г.).